# 贺淦荪
贺淦荪（1924年—2013年9月6日），湖北省武汉市人，中国美术家。
担任中国盆景艺术家协会会长、中国风景园林学会花卉盆景赏石分会副理事长、《花木盆景》杂志名誉主编等职。2013年去世。